# Defractosiphon
Defractosiphon är ett släkte av insekter. Defractosiphon ingår i familjen långrörsbladlöss.
Kladogram enligt Catalogue of Life:
| Defractosiphon | \| \| Defractosiphon brevisiphon \| \| \| \| \| \| Defractosiphon franzi \| \| \| \| |
|                | \| \| Defractosiphon brevisiphon \| \| \| \| \| \| Defractosiphon franzi \| \| \| \| |
|                | Defractosiphon brevisiphon                                                           |
|                |                                                                                      |
|                | Defractosiphon franzi                                                                |
|                |                                                                                      |